# الحرس الأميري القطري
الحرس الأميري القطري، وتُعرف اختصارًا باسم الحرس الأميري، هي وحدة حماية عسكرية النخبة من القوات المسلحة القطرية. تقع ثكناتهم في وسط مدينة الدوحة.

## المسؤوليات

### خدمات الحماية
تشمل المسؤوليات الأساسية للوحدة ضمان أمن أمير قطر والأسرة الحاكمة آل ثاني. ويقوم أفراد الوحدة بحراسة مقر إقامة الأمير في العاصمة الدوحة ويرافقونه في المناسبات المختلفة.

### الواجبات الاحتفالية
توفر الوحدة واجبات عامة نيابة عن الجيش بأكمله. وهي توفر حرس الشرف أثناء الاحتفالات العسكرية (مثل العروض العسكرية، والزيارات الرسمية، والتكريم الجنائزي). ويعتمد حرس الشرف في طقوسه على الطراز البريطاني عند تقديم التحية العامة أو تنفيذ أي أوامر بشكل عام. يشارك أعضاء الحرس سنويا في موكب اليوم الوطني القطري.

## الأصول
- يحتفظ الحرس الأميري بمدرسة للحراسة في معسكر برزان تعمل كمركز تدريب للمجندين المحتملين. وخارج القوات القطرية، تم تدريب قوات من القوات العسكرية الكويتية فيها أيضًا.[3]
- تمت صيانة مهبط طائرات الحرس الأميري في الريان.
- وإلى الجنوب من قرية لحصين، يوجد ميدان رماية للحرس الأميري.[4]
- لدى الحرس مبنى مقر خاص به للعمل خارجه في العاصمة. وهي تستوعب حاليًا ثلاث سرايا تضم كل منها 70 حارسًا.[5]

## التعاون الدولي
أتيحت للحرس فرص متعددة للتعامل مع نظرائه الأجانب. وخلال زيارة قائد الحرس الأميري اللواء الركن هزاع بن خليل الشهواني إلى العاصمة الباكستانية إسلام آباد، جرت مباحثات التعاون في المجال العسكري مع الرئيس الباكستاني عارف علوي. في يناير 2020، أطلق الحرس مناورة الكواسر 2 لمدة أسبوعين مع قوات السلطان الخاصة العمانية.

## أنظر أيضا
- الحرس الوطني (البحرين)
- حرس الرئاسة الإماراتي
- الحرس الملكي السعودي
- الحرس الجمهوري (الجزائر)
- الحرس الجمهوري (مصر)
- الحرس الجمهوري (لبنان)